# Відомі старі пісні (фільм)
«Відомі старі пісні» (інша назва — «Стара пісня», фр. On connaît la chanson) — фільм-мюзикл 1997 року поставлений французьким режисером Аленом Рене. У 1998 році фільм було номіновано у 12-ти категоріях на отримання кінопремії «Сезар», у 7-ми з яких він отримав перемогу .

## Синопсис
Студентка Каміль (Камілла) (Аньєс Жауї) заробляє на життя, підробляючи екскурсоводом у Парижі. Якось вона зустрічає Ніколя (Жан-П'єр Бакрі), колишнього хлопця своєї старшої сестри Оділь (Сабіна Азема). Ніколя приїхав до Франції, що підшукати житло у Парижі та перевезти сюди дружину і дітей. Каміль, намагається умовити його зустрітися знову зі своєю сестрою, яка також мріє переїхати на нову квартиру. На допомогу їм приходить Марк (Ламбер Вільсон), власник агентства з продажу нерухомості. Коли Каміль приходить оглянути запропоновану її сестрі квартиру, вона знайомиться з Марком  і закохується в нього з першого погляду. Дівчина не знає, що в неї давно закоханий Симон (Андре Дюссольє), співробітник Марка, агент з продажу нерухомості, якому доручено підшукати квартиру для Ніколя.
Незабаром усі зустрічаються на вечірці, організованій Оділь. Оригінальність фільму полягає в тому, що в діалоги героїв фільму включені фрагменти популярних пісеньок (більше 40), які ідеально підходять до ситуацій, зображених у фільмі.

## В ролях
| П'єр Ардіті        | ···· | Клод                    |
| Сабіна Азема       | ···· | Оділь Лаланд            |
| Жан-П'єр Бакрі     | ···· | Ніколя                  |
| Андре Дюссольє     | ···· | Симон                   |
| Аньєс Жауї         | ···· | Камілла Лаланд          |
| Ламбер Вільсон     | ···· | Марк Дюверьє            |
| Джейн Біркін       | ···· | Джейн                   |
| Жан-Поль Руссійон  | ···· | батько                  |
| Жан-П'єр Дарруссен | ···· | Молода чоловік з чеками |
| Неллі Боржо        | ···· | лікар                   |
| Гетц Бюргер        | ···· | фон Шольтіц             |

## Пісні
| - Жозефіна Бейкер : J'ai deux amours - Даліда та Ален Делон : Paroles, paroles - Шарль Азнавур : Et moi dans mon coin - Рене Коваль : C'est dégoutant mais nécessaire - Сімона Сімон : Afin de plaire à son papa - Гастон Овар : Je n'suis pas bien portant - Альбер Прежан : Je m'donne - Жак Дютрон : J'aime les filles - Мішель Сарду : Déjà vu - Жильбер Беко : Nathalie - Моріс Шевальє : Dans la vie faut pas s'en faire - Арлетті та Aquistapace : Et le reste - Едіт Піаф: J'm'en fous pas mal - Ален Башунг : Vertige de l'amour - Шейла : L'école est finie - Серж Лама : Je suis malade - Лео Ферре : Avec le temps - Анрі Гарат : Avoir un bon copain | - Джейн Біркін : Quoi - Франс Галль : Résiste - Альбер Прежан : Amusez-vous - Анрі Гарат : La tête qu'il faut faire - Ален Сушон : Sous les jupes des filles - Едді Мітчелл : La dernière séance - Сільві Вартан : La plus belle pour aller danser - Серж Генсбур : Je suis venu te dire que je m'en vais - Едді Мітчелл : Je vous dérange - Téléphone : Ça c'est vraiment toi - Dranem : Quand on perd la tête - Джонні Голлідей : Ma gueule - П'єр Перре : Mon p'tit loup - Клод Франсуа : Le mal-aimé - Мішель Жоназ : J'veux pas qu'tu t'en ailles - Жульєн Клерк : Ce n'est rien - Клод Франсуа : Chanson populaire - Едді Мітчелл : Blues du blanc |

## Визнання
| Нагороди та номінації фільму «Відомі старі пісні» | Нагороди та номінації фільму «Відомі старі пісні» | Нагороди та номінації фільму «Відомі старі пісні»   | Нагороди та номінації фільму «Відомі старі пісні» | Нагороди та номінації фільму «Відомі старі пісні» | Нагороди та номінації фільму «Відомі старі пісні» |
| Рік                                               | Нагорода                                          | Категорія                                           | Номінант                                          | Результат                                         |                                                   |
| ------------------------------------------------- | ------------------------------------------------- | --------------------------------------------------- | ------------------------------------------------- | ------------------------------------------------- | ------------------------------------------------- |
| 1997                                              | Приз Луї Деллюка                                  | Найкращий фільм (разом з фільмом «Маріус і Жанетт») | Ален Рене                                         | Перемога                                          |                                                   |
| 1998                                              | Премія «Сезар»                                    | Найкращий фільм                                     | Відомі старі пісні                                | Перемога                                          |                                                   |
| 1998                                              | Премія «Сезар»                                    | Найкраща режисерська робота                         | Ален Рене                                         | Номінація                                         |                                                   |
| 1998                                              | Премія «Сезар»                                    | Найкращий актор                                     | Андре Дюссольє                                    | Перемога                                          |                                                   |
| 1998                                              | Премія «Сезар»                                    | Найкраща акторка                                    | Сабіна Азема                                      | Номінація                                         |                                                   |
| 1998                                              | Премія «Сезар»                                    | Найкращий актор другого плану                       | Жан-П'єр Бакрі                                    | Перемога                                          |                                                   |
| 1998                                              | Премія «Сезар»                                    | Найкращий актор другого плану                       | Ламбер Вільсон                                    | Номінація                                         |                                                   |
| 1998                                              | Премія «Сезар»                                    | Найкраща акторка другого плану                      | Аньєс Жауї                                        | Перемога                                          |                                                   |
| 1998                                              | Премія «Сезар»                                    | Найкращий сценарій                                  | Аньєс Жауї, Жан-П'єр Бакрі                        | Перемога                                          |                                                   |
| 1998                                              | Премія «Сезар»                                    | Найкращі декорації                                  | Жак Солньє                                        | Номінація                                         |                                                   |
| 1998                                              | Премія «Сезар»                                    | Найкращий монтаж                                    | Ерве де Луз                                       | Перемога                                          |                                                   |
| 1998                                              | Премія «Сезар»                                    | Найкращий звук                                      | Жан-П'єр Лафорс, Мішель Клошендлер, П'єр Ленуар   | Перемога                                          |                                                   |
| 1998                                              | Премія «Сезар»                                    | Найкраща музика до фільму                           | Бруно Фонтен                                      | Номінація                                         |                                                   |
| 1998                                              | Берлінський кінофестиваль                         | Золотий ведмідь                                     | Відомі старі пісні                                | Номінація                                         |                                                   |
| 1998                                              | Приз Європейської кіноакадемії                    | Найкращий сценарист                                 | Аньєс Жауї, Жан-П'єр Бакрі                        | Номінація                                         |                                                   |
| 1998                                              | Приз Французького синдикату кінокритиків          | Найкращий фільм                                     | Відомі старі пісні                                | Перемога                                          |                                                   |
| 1999                                              | Премія Турія (Turia Awards), Іспанія              | Найкращий фільм іноземною мовою                     | Відомі старі пісні                                | Перемога                                          |                                                   |